# صلصة الأفوكادو

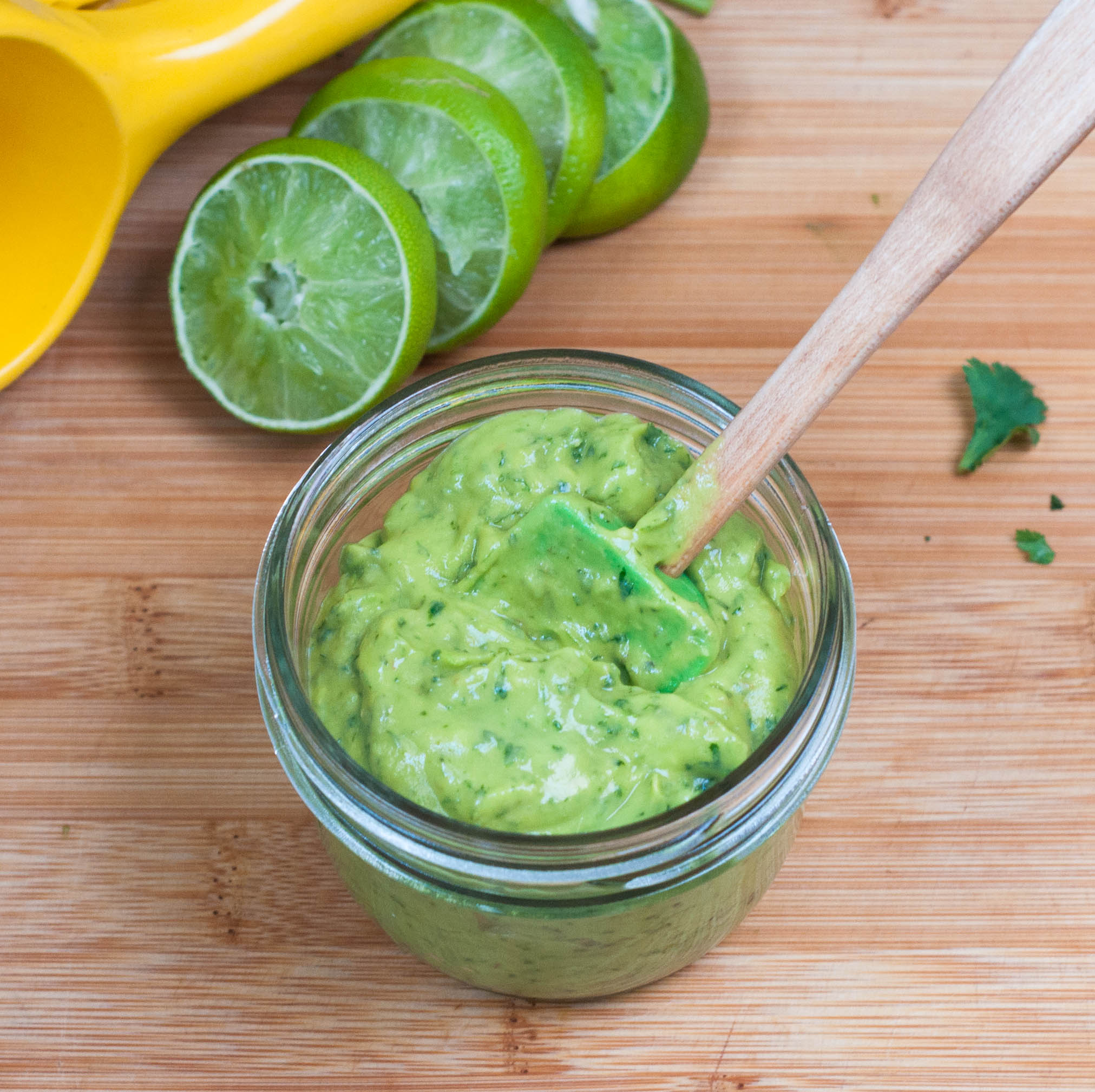
صلصة الأفوكادو محضرة بالليمون

صلصة الأفوكادو هي صلصة محضرة باستخدام الأفوكادو كمكون أساسي. يتضمن التحضير التجاري خلط الأفوكادو باستخدام الخلاطات عالية السرعة التي تكسر اللب. يتم إضافة التوابل والماء والمستحلبات ، ثم يتم بعد ذلك تجميد المنتج الناتج بشكل نموذجي لمنع تحول لونه إلى اللون البني.
يمكن أن تشمل المكونات الإضافية في صلصة الأفوكادو الطماطم والبصل والفلفل الحار والكزبرة والفلفل والثوم.

## التحضير
يمكن تحضير صلصة الأفوكادو محلي الصنع عن طريق مزج الزبادي والأفوكادو وعصير الليمون والزيت النباتي والثوم المسحوق والسكر والكمون وملح التوابل وصلصة الفلفل الأحمر.

## الاستخدامات
صلصة الافوكادو تستخدم في المرتبة الأولى في أطباق اللحوم والأطباق مثل الفاهيتا والتاكيتوس والتاكو وغيرها.

## شاهد أيضا
- جواكامولي